# Karel Matyáš
Karel Matyáš (5. listopadu 1825 Valašské Klobouky – 10. února 1882 Valašské Klobouky) byl rakouský politik českého původu (ovšem fakticky národnostně nevyhraněný) z Moravy; poslanec Moravského zemského sněmu a starosta Valašských Klobouk.

## Biografie
Byl synem koželužského mistra Karla Matyáše a Rozálie Matyášové rozené Raškové. Vyučil se koželuhem a působil také jako koželužský mistr. V roce 1849 se jeho manželkou stala Františka Jenovéfa rozená Pšenčíková. Měli 13 dětí. Od poloviny 50. let byl aktivní v komunální politice. V roce 1856 je uváděn jako druhý radní a v červenci 1859 se stal starostou Valašských Klobouk. V tomto úřadu setrval do července 1864, kdy ho nahradil František Bratmann.
Počátkem 60. let se zapojil krátce i do vysoké politiky. V zemských volbách 1861 byl zvolen na Moravský zemský sněm, za kurii venkovských obcí, obvod Uherský Brod, Valašské Klobouky, Vizovice. Rezignoval roku 1862. Pak ho na sněmu nahradil Václav Koller.
Do starostenské funkce se potom ještě vrátil, od července 1873 do října 1880. V jeho druhém období coby starosty se město podílelo na stavbě činžovního domu čp. 107 a školy čp. 108. Došlo k postupnému dláždění náměstí, opravě kašny, pořízení hodinového stroje na radnici, rozšíření hřbitova a snahám o výstavbu železniční tratě skrz Vlárský průsmyk. Koncem 70. let čelil starosta rostoucí opozici, kterou představovali František Bratmann a Antonín Přemyslovský. V říjnu 1880 Matyáš odstoupil z postu starosty a uznal svou vinu v otázce obecního účetnictví. Novým starostou se stal Antonín Matyáš. Ve vzpomínkách místního podnikatele a pozdějšího starosty Františka Šerého byl Karel Matyáš popsán následovně: „nebyl ani Slovan, ani Němec, ale – Ekonóm. V městě jako starosta snažil se být nestranným, s besedou i záložnou při volbách vždy se spojoval, ale i do kasina chodíval, aby prý Němci nedělali oposici. Duchem byl asi nakloněn více kasinu. Jeho mnohočlenná rodina, částečně již dospělé děti, zaměstnáni byli v rodinných podnicích a společensky šli rovněž spíše s kasinem, ač některé dcerky i národní vědomí projevovaly. Při volbách, při naší soustavě dvou stran – beseda, kasino – míval Matyáš přátele na obou stranách.“
O národnostní nevyhraněnosti Karla Matyáše psal i dobový tisk. List Našinec ho roku 1873 označil za bývalého národovce, který se nyní prý přidal k ústavákům (tzv. Ústavní strana, centralisticky a provídeňsky orientovaná) a ve volbách do Říšské rady roku 1873 podpořil Johanna von Chlumeckého místo kandidáta Moravské národní strany (staročeské) Františka Aloise Šroma. Antonín Matyáš, jeho bratr, naopak patřil mezi stoupence Moravské národní strany.
Zemřel ve věku 56 let v únoru 1882 na mrtvici.